# Petit (khu tự quản)
Petit là một khu tự quản thuộc bang Falcón, Venezuela. Thủ phủ của khu tự quản Petit đóng tại Cabure. Khự tự quản Petit có diện tích 1025 km2, dân số theo điều tra dân số ngày 21 tháng 10 năm 2001 là 12078 người.